# Kameruni törpekecske

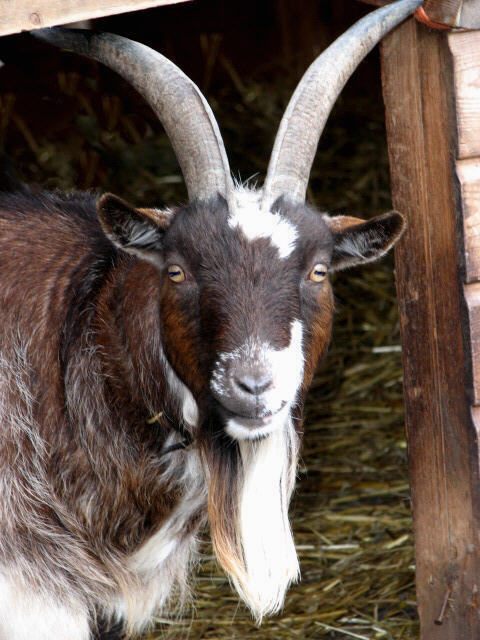
Bakkecske (meglehet, hogy a kép nem a megfelelő fajtát mutatja, hanem egy rokont)

A kameruni törpekecske a nyugat-afrikai törpekecskék egyike, amely amint neve is utal rá, Kamerunból származik. Az őshazájában haszonállat, amelyet húsáért és tejéért tenyésztenek; azonban miután behozták Európába és Észak-Amerikába, házi kedvenccé vált.

## Eredete
A kameruni törpekecske eredeti élőhelye Nyugat-Afrika, Guinea környéke, Kamerun, innen terjedt el keleti irányban egész Afrika szerte. Az itt élő lakosságnak egyetlen olyan háziállata, amelyet haszonállatként tartanak, a tejéért, húsáért tenyésztik.

## Megjelenése
A kameruni törpekecske kis termetű jószág, testhossza 41-58 centiméter, marmagassága 30-50 cm közötti; a bak kissé nagyobb a nősténynél. A nőstény testtömege 18–22 kilogrammig terjed, a baké nagyjából 20-25 kg. Mindkét nemnek van szarva, amely kifelé hajlik, de a baknál aztán hátrafelé mutat. A bak szakállas, egyes példányai sörényesek. A hátvonal egyenes, rövid nyakkal. A lábai rövidek. A szőrzete általában rövid és durva tapintású. A legtöbb egyed sötétbarna, fekete foltokkal, azonban még lehet teljesen fekete, vörös, fehér vagy tarka.

### Fordítás
- Ez a szócikk részben vagy egészben  a   Kamerunská koza című cseh Wikipédia-szócikk ezen változatának fordításán alapul.  Az eredeti cikk szerkesztőit annak laptörténete sorolja fel. Ez a jelzés csupán a megfogalmazás eredetét és a szerzői jogokat jelzi, nem szolgál a cikkben szereplő információk forrásmegjelöléseként.
- Ez a szócikk részben vagy egészben  a   West African Dwarf goats#Characteristics című angol Wikipédia-szócikk ezen változatának fordításán alapul.  Az eredeti cikk szerkesztőit annak laptörténete sorolja fel. Ez a jelzés csupán a megfogalmazás eredetét és a szerzői jogokat jelzi, nem szolgál a cikkben szereplő információk forrásmegjelöléseként.